# Напружений пневмоторакс

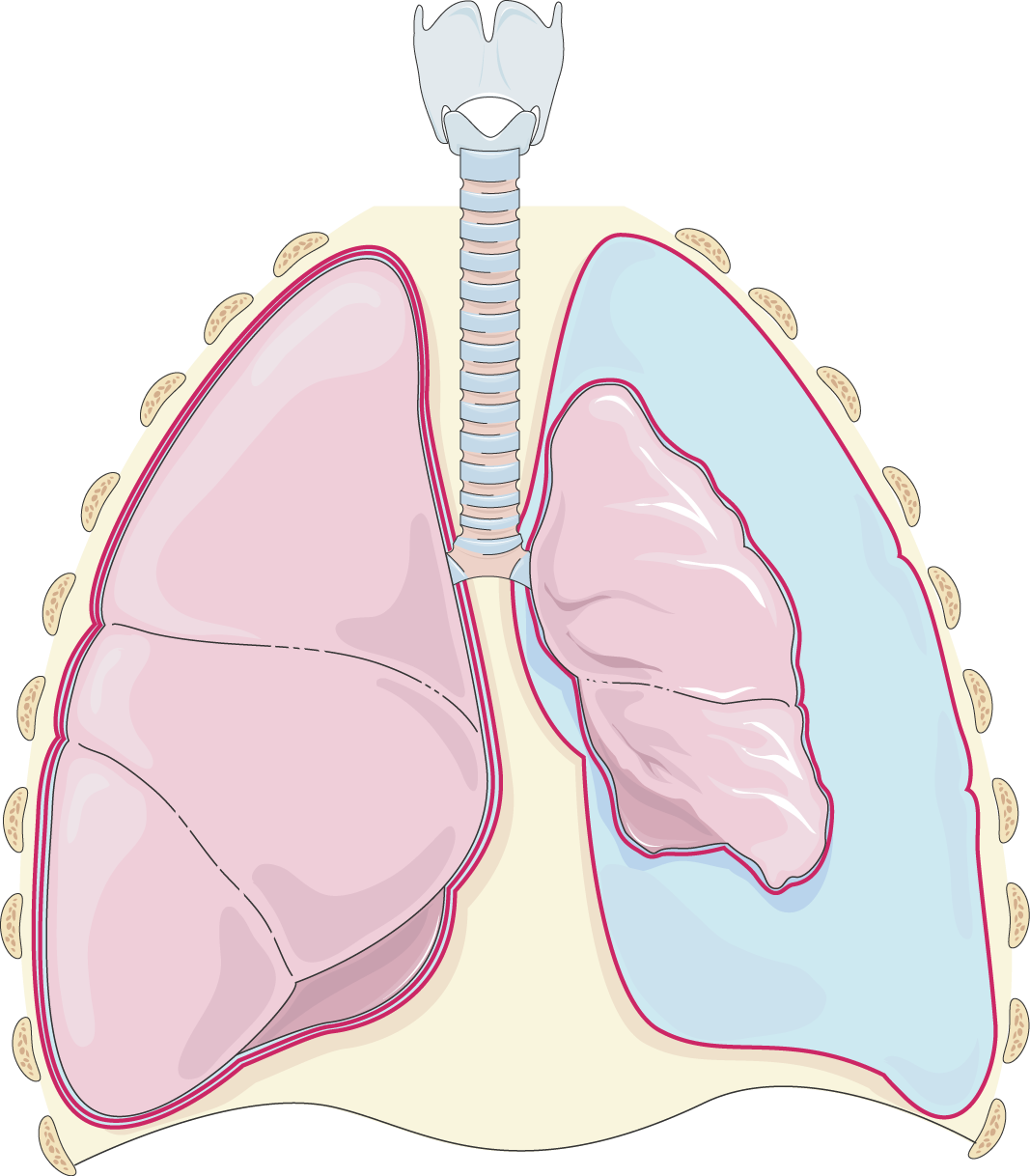
Повітря в плевральній порожнині та здавлена легеня

Напружений пневмоторакс — невідкладний стан, коли скупчення повітря в плевральній порожнині призводить до колапсу легені та зміщення средостіння від позитивного наростаючого плеврального тиску. Цей невідкладний стан має злоякісний перебіг і може призвести до смерті, якщо його не лікувати.

## Причини
Пневмоторакс може бути травматичним і атравматичним. За межами лікарні травматичний пневмоторакс може виникнути внаслідок проникаючої або тупої травми, переломів ребер і легеневої декомпресійної хвороби. У лікарняних умовах травматичний пневмоторакс може виникнути ятрогенно внаслідок таких процедур:
- Катетеризація центральної вени (ЦВК) у підключичну або внутрішню яремну вену
- Біопсія легені
- Баротравма внаслідок вентиляції з позитивним тиском (PPV)
- Черезшкірна трахеостомія
- Торакоцентез
- Введення кардіостимулятора
- Бронхоскопія
- Серцево-легенева реанімація
- Блокада міжреберних нервів

Атравматичний пневмоторакс може мати невідому етіологію (первинний) або виникнути як ускладнення основного захворювання легень (вторинний). До можливих причин напруженого пневмотораксу можна віднести всі перераховані вище.

## Патологічна фізіологія

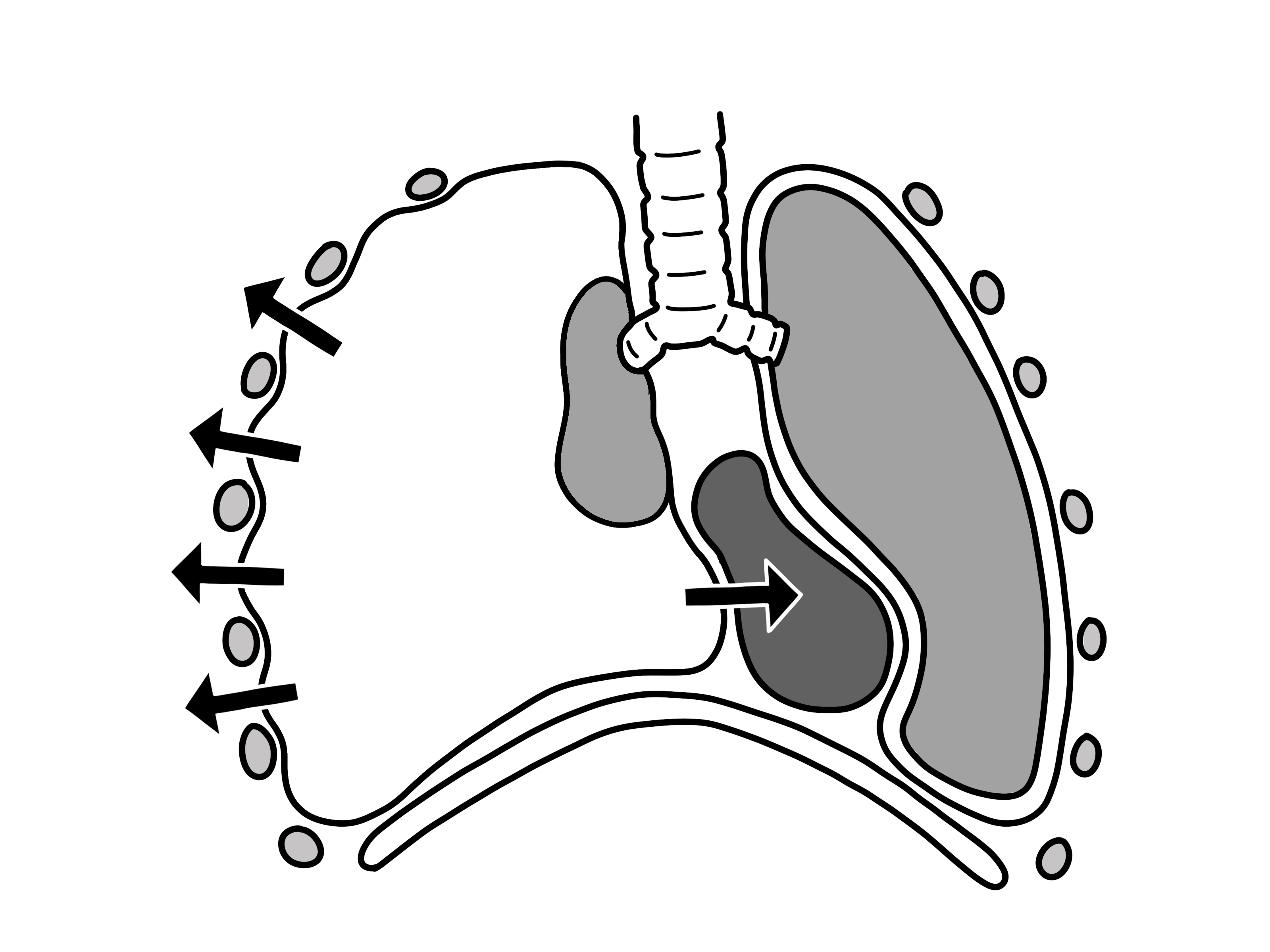
Механізм розвитку напруженого пневматораксу

Напружений пневмоторакс розвивається при травмах легенів або стінки грудної клітки, коли можливо потрапляння повітря в плевральну порожнину, но неможливий вихід з неї (принцип одностороннього клапана). В цьому механізмі і є основна відмінність напруженого пневмоторакса (іноді використовують уточнення - напружений клапаний) від відкритого пневмоторакса, коли повітря вільно заходить та виходить до порожнини грудної клітки.  В результаті повітря накопичується та здавлює легеню, що призводить до зміщення средостіння, компресії контралатеральної легені та підвищенню внутрішньоплеврального тиску, достатнього для зменшення венозного відтока у напряску до сердця та призводить до розвитку шока. Ці ефекти можуть швидко розвиватися, особливо у пацієнтів, у котрих використовувалася штучна вентиляція легень з позитивним тиском.

## Симптоми
Провідними симптомами є гострий біль в грудях, задишка і надсадний кашель. Початок раптовий, симптоми посилюються при диханні та фізичному навантаженні. Біль іррадіює в плече з боку ураження.
Також симптоми напруженого пневмоторакса можуть бути:
- біль в грудній клітці[5]
- відчуття задишки та ознаки дихальної недостатністі - тахіпное[6]
- порушення свідомості[6]
- зміщення трахеї на здоровий бік (виникає рідко)[5]
- наповнені яремні вени[4][5]
- асиметрична рухливість грудної клітки[3]
- підшкірна емфізема[4]
- відсутність або ослаблення дихальних шумів на стороні травми[6]
- перкуторно тимпаніт на стороні пошкодження[6]
- симптоми шоку, викликаного правошлуночковою недостатністю[5]
- ціаноз (на пізніх етапах)[4]
- знижена сатурація кисню, яка визначається пульсоксиметром[5]

## Діагностика

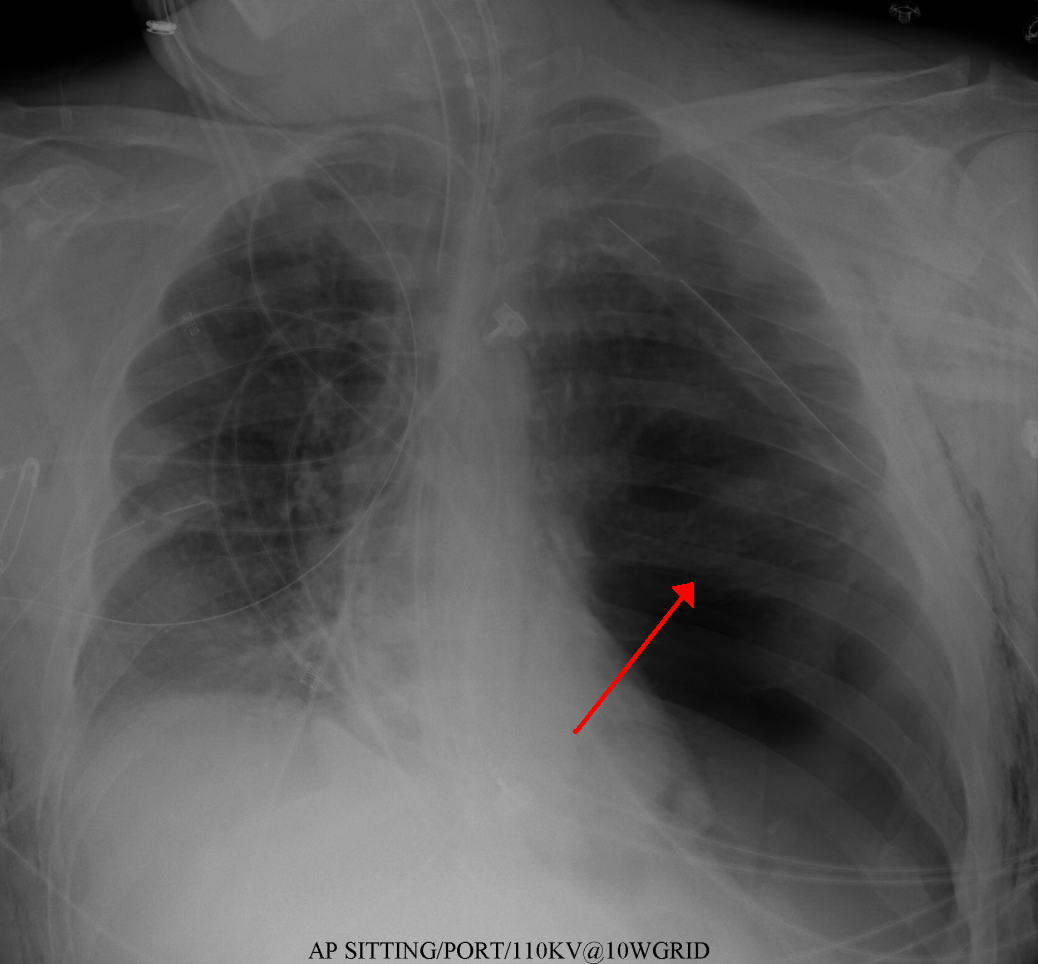
Рентгенографія грудної клітки з ознаками напруженого пневмотораксу (червоною стрілкою вказана здавлена повітрям легеня (колабована легеня), відсутність легеневого малюнку та можно відмітити зіщення органів середостіння в непошкоджену сторону

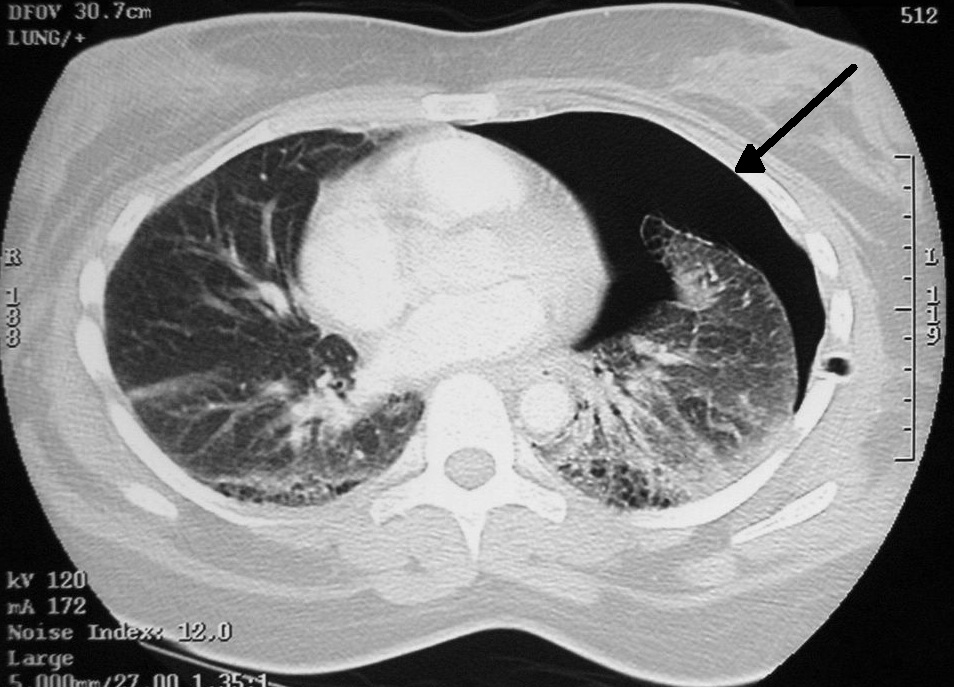
Ознаки пневмотораксу на КТ - повітря в плевральній порожнині вказано черною стрілкою

Напружений пневмоторакс є клінічним діагнозом, який відображує накопичення повітря під тиском в ураженій плевральній порожнині. Не потрібно відкладати необхідне лікування заради отримання радіологічного підтвердження діагнозу.
У випадках, коли є сумніви щодо клінічного діагнозу при відносно стабільному стані пацієнта проводяться такі дослідження:
- Приліжкове УЗД може виявити пневмоторакс, що може бути корисним у нестабільних пацієнтів.
- У гемодинамічно стабільних пацієнтів проводиться оглядова рентгенографія грудної клітки.
- Комп’ютерну томографію (КТ) грудної виконується, якщо діагноз неясний на рентгенограмі. КТ є найнадійнішим візуалізаційним дослідженням для діагностики пневмотораксу, хоча його не рекомендують для рутинного використання.

## Диференціальна діагностика
Диференціальна діагностика напруженого пневмотораксу включає:
- Легенева емболія
- Гострий коронарний синдром
- Гостре розшарування аорти
- Інфаркт міокарда
- Пневмонія
- Гострий перикардит
- Перелом ребра
- Травми діафрагми

Комбіновані фізикальні ознаки важкого респіраторного дистресу, гіпотензії, збільшення гемітораксу, іпсилатеральної відсутності дихальних шумів і контралатерального відхилення трахеї відрізнятимуть напружений пневмоторакс від інших станів. 

## Лікування

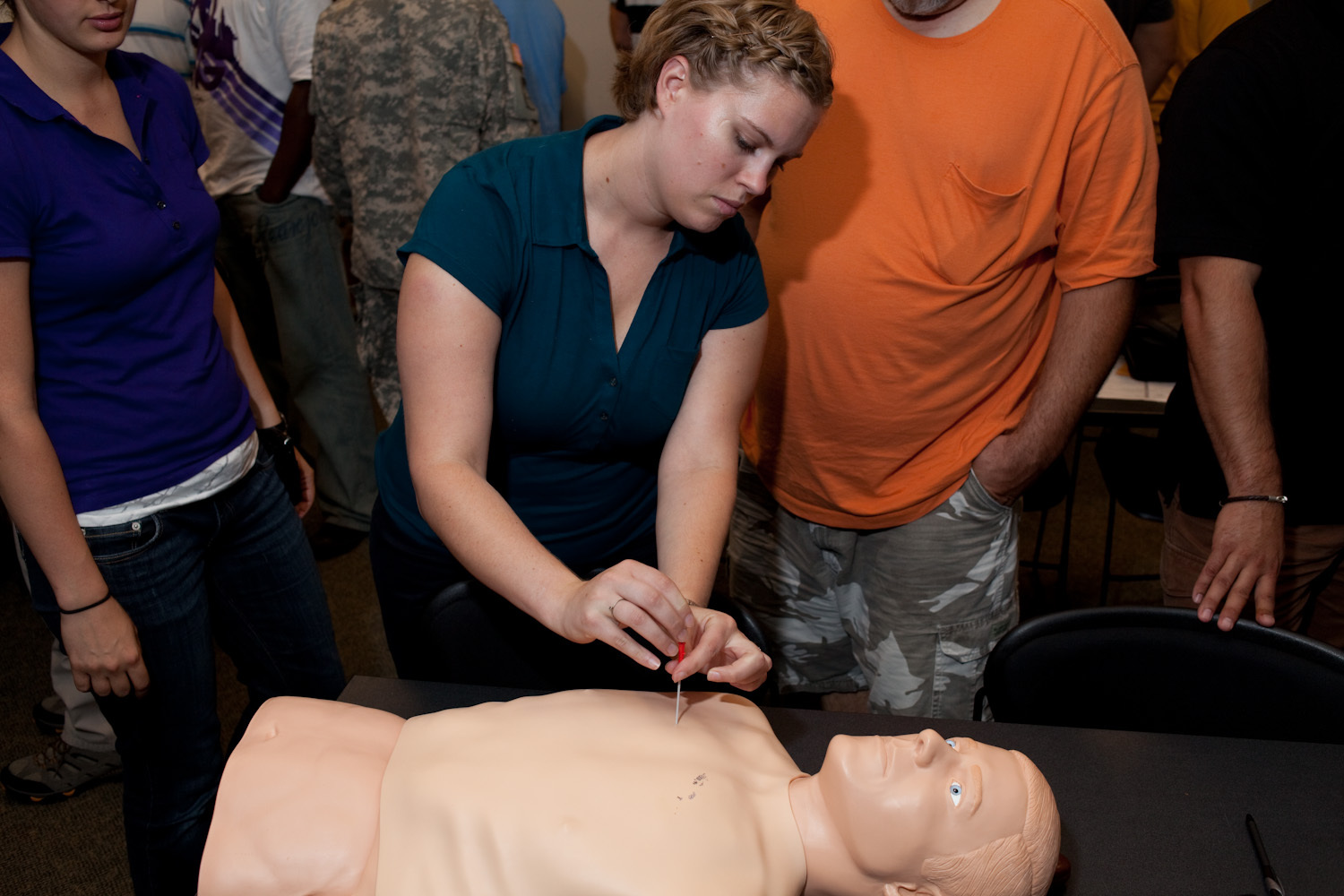
Голкова декомпресія плевральної порожнини (тренуванян на маникені)

Напружений пневмоторакс завжди є показанням до невідкладного лікування. При наданні екстренної медичної допомоги та у тактичній медицині проводиться голкова декомпресія грудної клітки. У лікарняних умовах в залежності від важкості стану проводиться або голкова декомпресія грудної клітки з наступним дренуванням грудної клітки або одразу процедура дренування плевральної порожнини.
Після проведення екстренних процедур та стабілізації пацієнта можливо дообстеження для уточнення причини розвитку напруженого пневмотораксу - проводиться рентгенографія грудної клітки або КТ дослідження. Торакоскопічна хірургія з відеоасистентом (VATS) або торакотомія виконується пацієнтам із пневмотораксами, які не розсмоктуються за допомогою дренування плевральної порожнини.